# Herrenhaus Reyersdorf

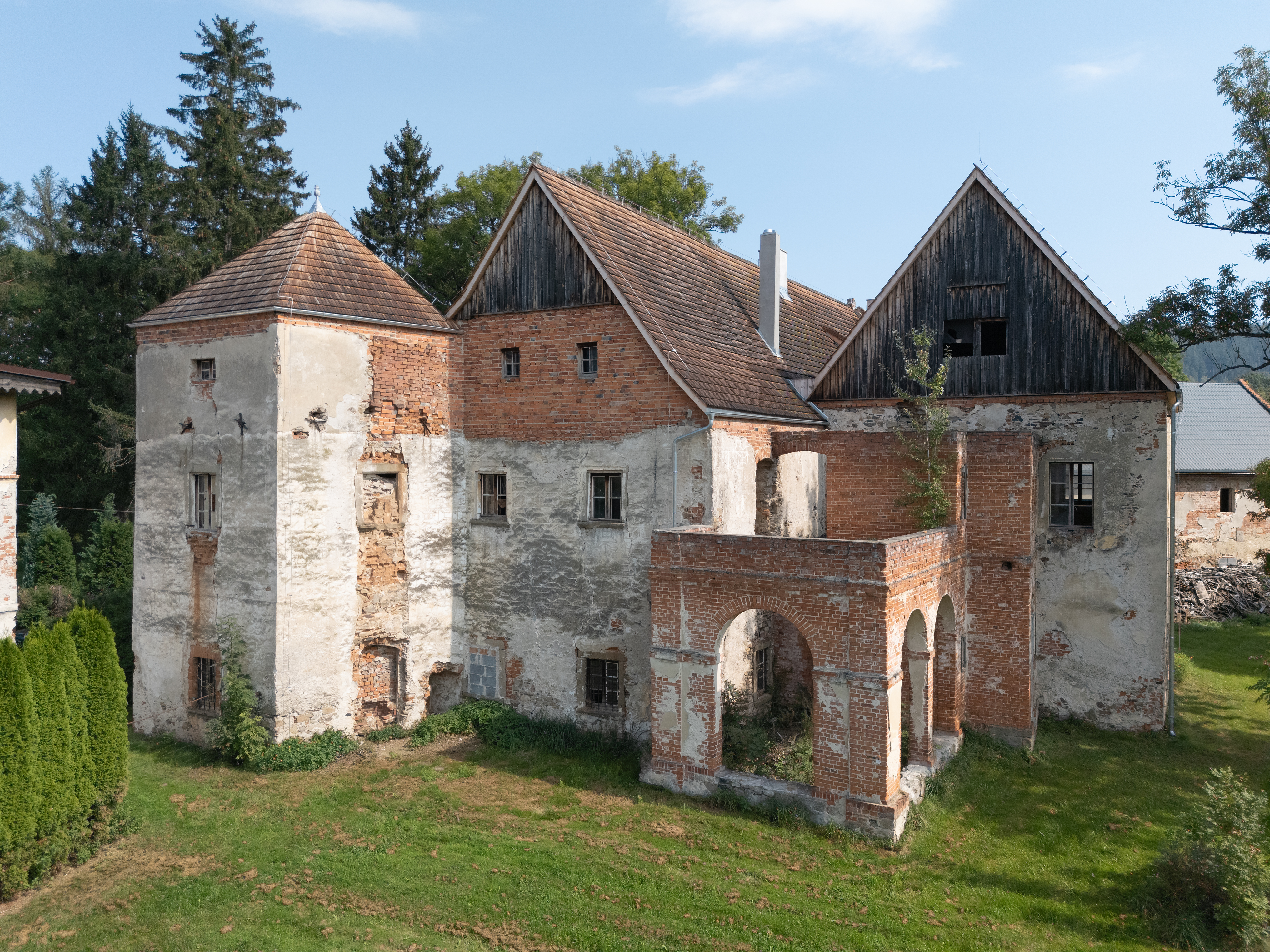
Herrenhaus Reyersdorf

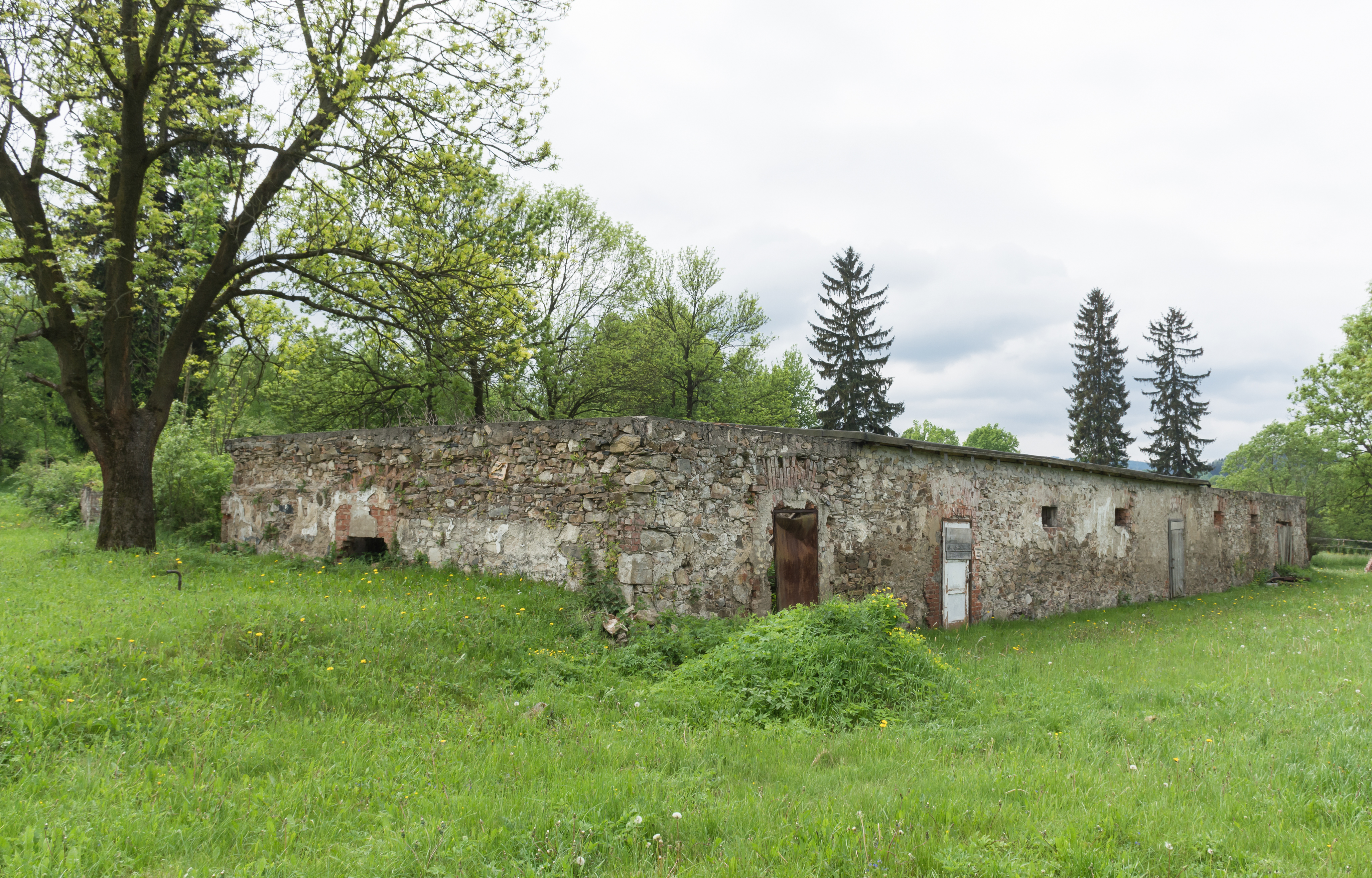
Reste von Wirtschaftsgebäuden

Das Herrenhaus Reyersdorf (polnisch Dwór w Radochowie) in Radochów (deutsch Reyersdorf) gehört zur Stadt- und Landgemeinde Lądek-Zdrój im Powiat Kłodzki der Woiwodschaft Niederschlesien in Polen. Es ist eines der wenigen weitgehend im Originalzustand der Renaissance erhaltenen Herrenhäuser in der vormaligen Grafschaft Glatz.

## Geschichte
Das Haus geht auf ein Festes Haus zurück, das 1474 wohl schon bestand. Der heutige Bau aus dem Jahr 1614 ist ein vielgliedriger Spätrenaissancebau, dessen Mauerwerk mit Quaderputz in Sgraffitotechnik verziert war. Im 14. Jahrhundert gehörte der Gutshof den Schaffgotsch, ab 1498 den Nimptsch, von 1519 bis 1625 den Pannwitz, anschließend bis ins frühe 19. Jahrhundert den Neuhaus, und ab 1805 dem Mittelwalder Textilfabrikanten Joseph Christoph Ludwig. Nach einem Umbau im späten 18. Jahrhundert wurde das Gebäude Anfang des 20. Jahrhunderts erweitert und an der Südseite ein Söller angebaut. Aus dieser Zeit stammen auch die Gewölbemalereien im Erdgeschoss.
Infolge des Zweiten Weltkriegs fiel Reyersdorf mit dem größten Teil Schlesiens 1945 an Polen. Das Gebäude wurde 1949 oder später dem landwirtschaftlichen Staatsgut PGR zugewiesen, verwahrloste aber zunehmend. 1964–1965 begannen Renovierungsarbeiten, bei denen neue Decken und Dachstühle wiederhergestellt und das Dach neu eingedeckt wurde 1977–1978 wurde mit dem Umbau zu einer Ferienanlage begonnen, der jedoch nicht vollendet wurde. Einige Jahre später wurde erfolglos versucht, das  Herrenhaus zu einer Herberge für das Polskie Towarzystwo Turystyczno-Krajoznawcze umzubauen. 1985 erhielt das Haus zwar ein neues Holzschindeldach, im Inneren aber wurde es weitgehend entkernt. Heute befindet sich das Gebäude in Privatbesitz.

## Architektur
Das Herrenhaus ist äußerlich noch weitgehend original im Zustand der Renaissance erhalten. Es ist ein zweiflügeliger Bau mit reich verzierten Volutengiebeln und Schindeln gedeckt. Das Gewölbe im Erdgeschoss und die Portale sind erhalten geblieben. An der Fassade sind Reste von Sgraffito-Verzierungen erhalten. Daneben befinden sich ein Turm, ein Gesindehaus und Reste eines Parks. Am gegenüberliegenden Ufer der Landecker Biele steht eine Statue des böhmischen Landesheiligen Johannes Nepomuk aus dem Jahr 1732.